# Магнолија (Ајова)
Магнолија (енгл. Magnolia) град је у америчкој савезној држави Ајова. По попису становништва из 2010. у њему је живело 183 становника.

## Демографија
Према попису становништва из 2010. у граду је живело 183 становника, што је -17 (-8.5%) становника више него 2000. године.
| Група             | 2000.       | 2010.        |
| Белци             | 195 (97,5%) | 183 (100.0%) |
| Афроамериканци    | 0 (0,0%)    | 0 (0,0%)     |
| Азијати           | 0 (0,0%)    | 0 (0,0%)     |
| Хиспаноамериканци | 1 (0,5%)    | 0 (0,0%)     |
| Укупно            | 200         | 183          |